# ゲプハルト・レベレヒト・フォン・ブリュッヘル

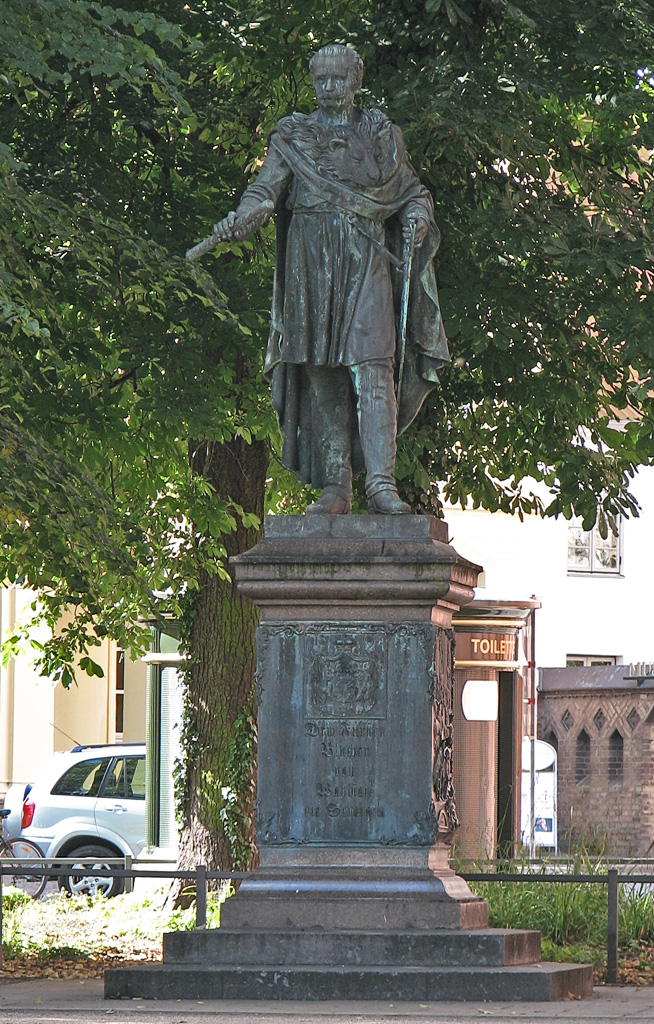
ロストックに立つブリュッヘルの彫像

ゲプハルト・レベレヒト・フォン・ブリュッヘル（Gebhard Leberecht von Blücher、1742年12月16日 - 1819年9月12日）は、プロイセン王国の軍人。陸軍元帥。ワールシュタット大公。ナポレオン戦争後半のプロイセン軍総司令官となり、ウェリントン公と共にワーテルローの戦いでナポレオンを破った。攻撃的な性格から前進元帥（Marschall Vorwärts）と渾名される。姓の表記は発音に近いブリュッヒャー（ドイツ語発音: [ˈblyːçɐ] ）が用いられることも多い（ブリュッハーという場合も）。

## 生涯

### 出生からフランス革命戦争まで
1742年12月16日、当時スウェーデン領であったロストックに生まれた。14歳で父や兄弟と同様にスウェーデン軍に入隊し、1760年からのポメラニアでの戦役に従軍した。この戦役でブリュッヘルはプロイセン軍の捕虜となり、そのままプロイセン軍へ入隊した。七年戦争には軽騎兵隊の士官として従軍し、勇敢な行いで多くの戦功を立てた。
だがブリュッヘルの熱心な情熱が時に事を過激にさせ、彼によるある僧侶の模擬処刑が1772年のポーランド反乱を支援したという疑惑をかけられた。このため、ブリュッヘルは少佐への昇進を見送られた。ブリュッヘルは辞職の無礼な手紙を送り、それを1773年にフリードリヒ2世が承諾した。「フォン・ブリュッヘル騎兵大尉は破滅すればよい（Der Rittmeister von Blücher kann sich zum Teufel scheren）」
この後農業を始め、およそ15年間を田園で過ごしたが、フリードリヒ2世の死後軍務に復帰し、少佐として赤色軽騎兵連隊の指揮官に任じられた。1787年にはネーデルラントへ派遣され、翌1788年に中佐に昇進、さらに翌1789年にはプロイセン軍最高の栄誉であるプール・ル・メリット勲章を授与された。
1792年、フランス革命戦争が勃発、プロイセンは第一次対仏大同盟に参加し、ブリュッヘルはフランスとの戦争に従事することとなった。一連の戦闘でブリュッヘルは騎兵指揮官として有能であることを証明し、1794年に大佐に昇進、さらにキールワイラーの戦いで戦功を立て同年中に少将に昇進した。1795年、バーゼルの和約でフランスとプロイセンは講和、ブリュッヘルは本国へ帰還した。1801年、ブリュッヘルは中将に昇進、この頃から彼は軍部内でも重きをなすようになった。

### ナポレオン戦争
1806年、プロイセンは第四次対仏大同盟を結成してフランスへ宣戦布告、ブリュッヘルは師団長として作戦に従事することとなった。しかし10月14日、イエナ・アウエルシュタットの戦いでプロイセン軍は大敗、敗走の中でブリュッヘルはシャルンホルストと合流、友軍が壊走する中、ブリュッヘルとシャルンホルストの軍は比較的整然と撤退を行い、追撃するフランス軍への抵抗を続け、11月7日、リューベック近郊のラトカウで降伏した。この際、「弾薬欠乏につき」という一文を入れ、名誉を守ることに成功した（まだ戦う意志はあるが、弾薬がなくなったのでやむなく降伏したという体裁をとったのである）。
この時ブリュッヘルの軍を追撃したのが、当時フランス軍元帥だったベルナドット将軍であった為、後にスウェーデン王太子となったベルナドットが対仏大同盟に参加して以降もベルナドットとはそりが合わず、反目している。捕虜交換で解放されたブリュッヘルは、フリードリヒ・ヴィルヘルム3世の逃亡先であるケーニヒスベルクへ向かい、戦争を継続した。
1807年7月、ティルジットの和約が締結された。プロイセンは国土の半分を割譲し、ナポレオンはその地へヴェストファーレン王国を建国した。この屈辱的な条約にプロイセン内では愛国的風潮が盛り上がり、反ナポレオンの急先鋒だったブリュッヘルはこうした愛国派のリーダーとしてみなされるようになった。1807年、ブリュッヘルはポンメルン軍司令官に任じられ、1809年、騎兵大将に昇進した。1812年、ナポレオンがロシア戦役の準備を進める中、プロイセンではロシアとフランスのどちらと同盟すべきかで国論が二分された。ブリュッヘルはロシアとの同盟を主張したが、フリードリヒ･ヴィルヘルム3世はフランスとの同盟を決定した。このためブリュッヘルは、ポンメルン軍司令官の職を解任された。

### 解放戦争
1813年、ナポレオンのロシア戦役が失敗に終わると、ブリュッヘルは軍司令官の職に復帰した。プロイセンはフランスに対して宣戦布告し、いわゆる諸国民解放戦争が開始された。ブリュッヘルはプロイセン軍総司令官に任じられ、参謀総長（兵站総監）となったシャルンホルストと共に指揮に当たることとなった。3月、プロイセン軍の春季攻勢が開始されたが、リュッツェンの戦いとバウツェンの戦いで多大な損害を出し、一時休戦が結ばれた。また、リュッツェンで受けた傷が元でシャルンホルストが死亡したため、グナイゼナウが後任の参謀総長に着任した。いまだフランスの戦力が侮れないものであることを知ったプロイセンは、各国との同盟に走り、同年8月、第六次対仏大同盟が結成された。

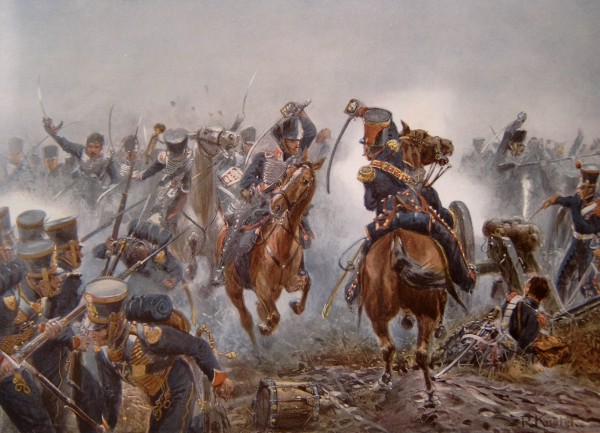
ライプツィヒの戦いにおけるプロイセン軽騎兵

8月12日、同盟に基づいてオーストリア帝国がフランスへ宣戦布告、ロシア帝国、スウェーデン王国も行動を開始した。同盟軍の足並みは一定ではなかったが、グナイゼナウは各軍内部に派遣したプロイセン参謀将校を通じて、戦略レベルでの協同行動を実現した。ブリュッヘルは、プロイセン兵40,000、ロシア兵50,000で構成されるシレジア軍を直率し、フランスへの進軍を開始した。8月26日、ブリュッヘルはカッツバッハの戦いでマクドナルド元帥率いるフランス軍を撃破した。モーツケルンでマルモン元帥を破ったブリュッヘルは、10月16日、陸軍元帥に叙せられた。10月16日から19日にかけて行われたライプツィヒの戦いで、同盟軍はナポレオンの率いるフランス軍を破り、ドイツからフランスを排除した。この功績が認められ、ブリュッヘルは大鉄十字星章を授与された。この勲章を与えられたのは後のヒンデンブルク元帥と彼だけである。

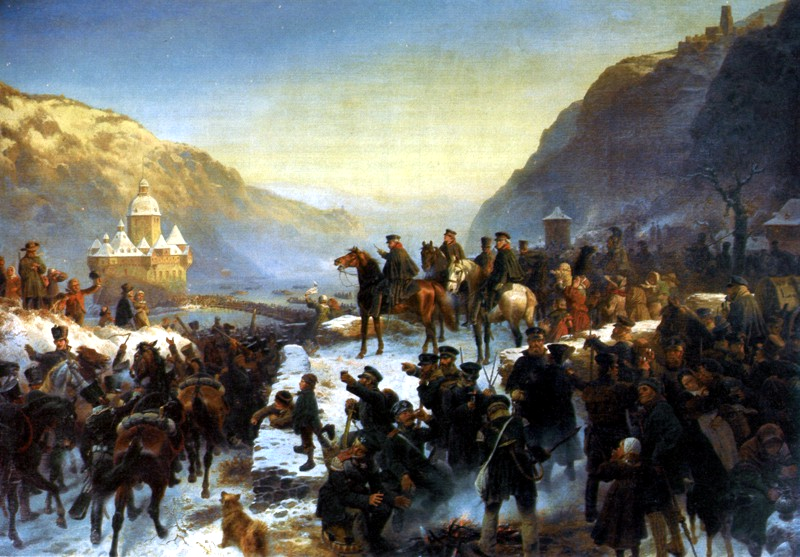
ラインを超えるプロイセン軍
(画) ヴィルヘルム・カンプハウゼン

1814年、同盟軍はフランス本土へ侵攻した。フランス軍はいくつかの戦術的勝利を収めたものの、戦略的には追い詰められていった。3月13日、ブリュッヘル率いるプロイセン軍はパリへ入城した。パリが外国軍の進入を許したのは、400年前の百年戦争以来のことであった。4月4日、ナポレオンは退位させられ、エルバ島に流刑となった。ブリュッヘルはナポレオンは危険であり、銃殺すべきだと主張したが聞き入れられなかった。6月3日、ブリュッヘルにワールシュタット大公の爵位が授与された。その後まもなくブリュッヘルはイギリスを訪問し、熱烈な歓迎を受けた。帰国後、ブリュッヘルは退役し、シレジアに落ち着いた。

### ワーテルローの戦い
1815年、ナポレオンがエルバ島から脱出すると、ブリュッヘルは再び呼び戻された。ブリュッヘルはベルギーに駐留していたプロイセン軍の総司令官となり、再びグナイゼナウを参謀総長とした。6月16日、プロイセン軍はリニーの戦いでフランス軍に敗北した。この戦いでブリュッヘルは負傷し、一時的に指揮権をグナイゼナウにゆだねた。グナイゼナウは軍を東へ撤退させ、ナポレオンはグルーシーの部隊を追撃に派遣した。指揮を預かったグナイゼナウは、イギリス軍への不信からライン方面への後退を考えていた。この時、病床から起き上がったブリュッヘルが後退を却下し、グナイゼナウが指揮を執ってフランス軍を撃破するよう命じたという。イギリス軍と合流すべく、プロイセン軍は強行軍で西へ軍を返した。
6月18日、ワーテルロー（ラ・ベル・アリアンス）では、フランス軍とイギリス軍が激戦を繰り広げていた。グルーシー軍の追撃をかわしたプロイセン軍は、夕方に戦場に到着し、フランス軍の右翼を攻撃した。中央での皇帝近衛隊の攻撃が失敗に終わると、イギリス軍も反撃に移り、フランス軍を撃破した。プロイセン軍は徹底した追撃を行い、フランス軍に多大な損害を与えた。6月22日、ナポレオンが再び退位。7月7日、プロイセン軍は再度パリへ入城した。
なお、この戦いの後、ブリュッヘルは主戦場となったラ・ベル・アリアンス（La Belle Aliance、良き同盟という意味のフランス語）から、ラ・ベル・アリアンスの戦いと命名しようと提案した。しかし、初代ウェリントン公爵アーサー・ウェルズリーは自分が司令部を置いたワーテルローから、ワーテルローの戦いと命名した。
ブリュッヘルはしばらくパリに駐留していたが、老齢を理由に退役し、シレジアに戻った。1819年9月12日、クリーブロヴィッツにて77歳で死去した。

## 評価
ブリュッヘルは粗野で無鉄砲で無教養だったが、親分肌な人物で度量の広さと人望を備えていた。作戦の立案に際しても、優秀なスタッフに全幅の信頼を寄せ、彼らの意見を取り入れる賢明さがあった。シャルンホルストやグナイゼナウも、彼が総司令官だったからこそ力を発揮できたといえるだろう。
勇敢さという点では並ぶものがいなかった。ただし、そのために戦場で冷静な判断を忘れ、猪突することもしばしばだった。突進が敗北に結びつくことも多々あり、軍事指揮官として最優秀とは言いがたい。特にナポレオンには正面対決でまったく勝利できなかった。
しかし、彼は諦めということを知らない不屈の男だった。また、熱烈な愛国心の持ち主でもあった。敗北に打ちひしがれていたプロイセン将兵を叱咤し、鼓舞し、ついにナポレオンの打倒まで率いたのはブリュッヘルである。前進元帥という称号は、良くも悪くも彼の特質を良く表しているといえるだろう。